# 哈努斯灣
哈努斯灣是南極洲的海灣，位於阿德萊德島和阿羅史密斯半島之間，長32公里，由讓-巴蒂斯特·夏古率領的法國探險隊發現，以該國海軍命名。
66°57′S 67°30′W / 66.950°S 67.500°W